# Rhagoditta bacillata
Rhagoditta bacillata es una especie de arácnido  del orden Solifugae de la familia Rhagodidae.

## Distribución geográfica
Se distribuye por el norte de África.